# Formación Fezouata
La formación de Fezouata o lutitas de Fezouata es una formación geológica en Marruecos que data del Ordovícico Temprano. Fue depositada en un ambiente marino y es conocido por sus fósiles excepcionalmente conservados (lagerstätte), proporcionando una preservación muy relevante, mejor que la también cámbrica —aunque más común y antigua— fauna tipo Burgess Shale. La fauna de esta unidad geológica se describe a menudo como la biota de Fezouata, y los estratos particulares dentro de la formación que muestran una conservación excepcional, se pueden denominar lagerstätte de Fezouata. 

## Biota

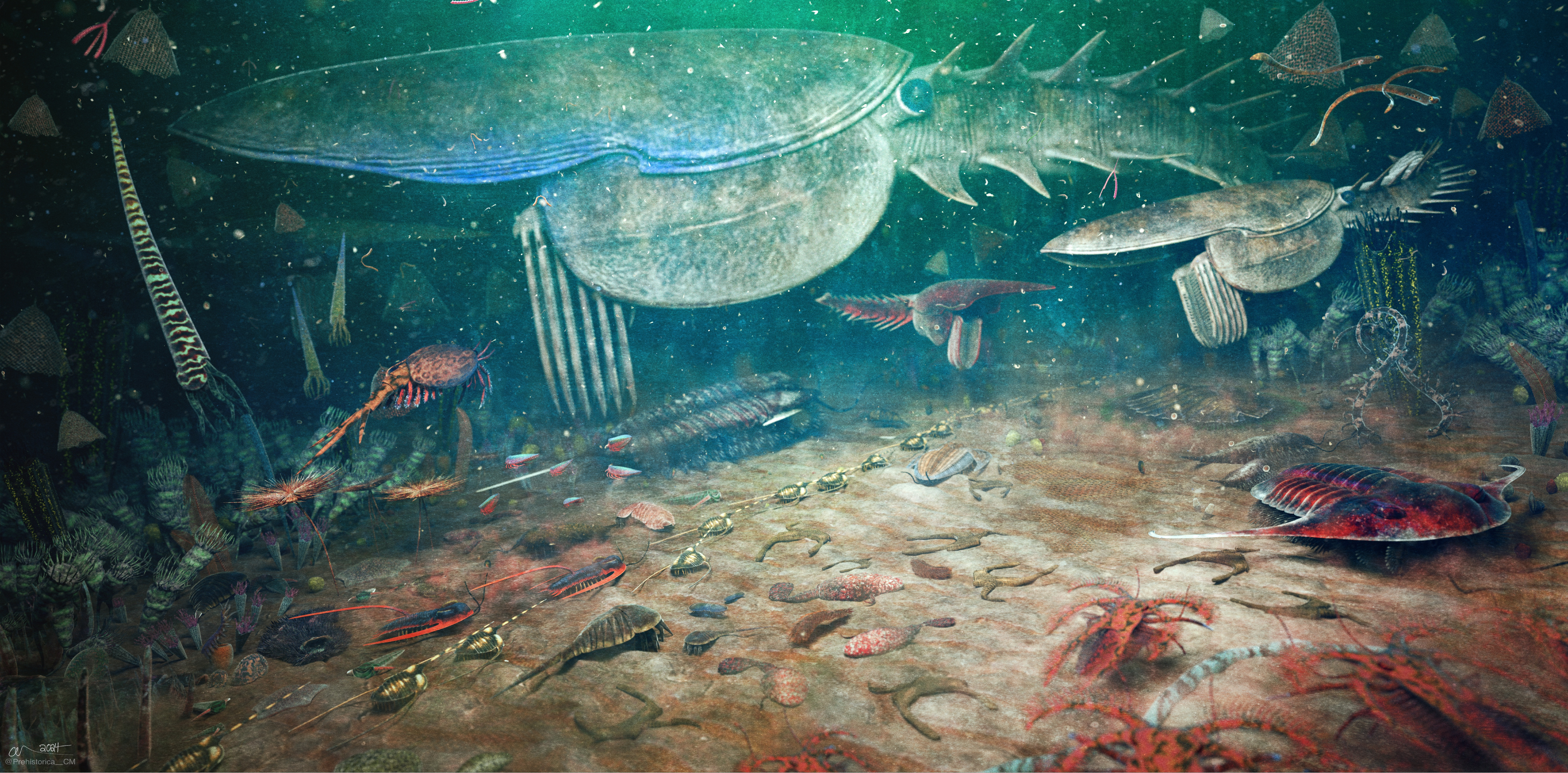
Reconstrucción de la Biota de Fezouata, que incluye aproximadamente 50 especies diferentes. El animal más grande, Aegirocassis benmoulai (de poco más de 2 metros de longitud), está representado en una pareja nadando justo por encima del fondo marino.

Se han recuperado de las formaciones más de 1500 especímenes no mineralizados, que representan 50 taxones distintos que tienen una composición similar a las biotas de tipo lutita de Burgess, además de una fauna de conchas menos abundante. La composición de la comunidad varía significativamente a través de la secuencia estratigráfica, y tanto la abundancia como la composición de la fauna cambian a medida que avanza el tiempo. No se observan grandes madrigueras, pero sí las hay pequeñas (de 1 a 3 mm de ancho) en el sedimento, lo que puede indicar que no hubo suficiente oxígeno en el agua. Especialmente notable es la presencia de briozoos y graptolitos, formas que están ausentes en el período Cámbrico. Los diversos equinodermos indican un rango normal de salinidad y el conjunto general de conchas no es significativamente diferente de la fauna esperada en aguas abiertas del Ordovícico. La cohorte no mineralizada contiene una gama de formas conocidas en las lutitas de Burgess: demosponjas, lobópodos, percebes, anélidos, radiodontes (como Aegirocassis), posibles halkieriidos, marrellomorfos, gusanos paleoscolecidos, nectáspidos o escanidos. También están presentes otras rarezas del Ordovícico, incluidos mitratos, machaeridios, quelonílidos y xifosuros en abundancia.

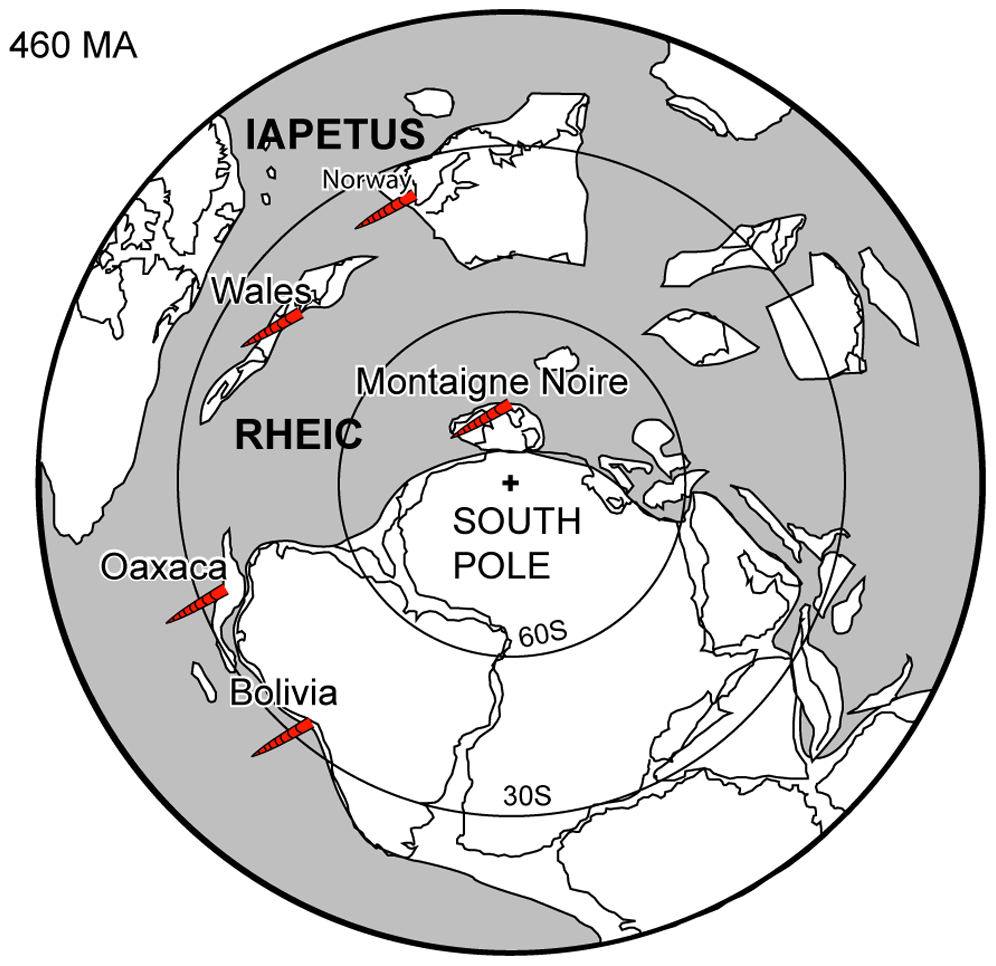
Paleogeografía del polo sur del Ordovícico medio, 460 Ma.

## Configuración deposicional
Los estratos fosilíferos se depositaron justo por encima de la base de las olas de temporal (transición de alta mar a la baja zona litoral), entre 50-150 m de profundidad. Es probable que los organismos estuvieran enterrados in situ.Debido a su ubicación, las tormentas habrían movilizado sedimentos que podrían depositarse rápidamente, atrapando animales y contribuyendo a su conservación. En consecuencia, el conjunto está dominado por organismos bentónicos.

## Preservación
Los fósiles de la Formación Fezouata se presentan aplastados (aunque algunos conservan cierto grado de su tridimensionalidad original) y suelen estar recubiertos con una capa de pirita y estaño. Este aspecto de la conservación de los fósiles es muy similar al encontrado en Chengjiang y los apéndices no mineralizados suelen conservarse. Si bien la formación en su conjunto tiene más de 1000 m de espesor, solo dos intervalos de 25 m y 15 m de espesor proporcionan una conservación excepcional. Ambos intervalos se ubican cerca del techo de la formación inferior y corresponden a las zonas de graptolitos Araneograptus murrayi y Hunnegraptus copiosus, respectivamente.

## Localización y estratigrafía
Los fósiles se encuentran en un área de 500 km2, en el valle del Draa, situado al norte de Zagora en el sureste de Marruecos. Las capas estratigráficamente productivas se encuentran en una columna a lo largo de 1,1 km de espesor que abarca las edades Tremadociense y Floiense. Dos intervalos estratigráficos de la formación son fosilíferos: el inferior es del Tremadociense tardío y se encuentra de 260 a 330 m por encima de la base de la formación; la superior, de 570 a 620 m, perteneciente al Floiense medio.

## Historia
Los lagerstätten fueron identificados por primera vez a fines de la década de 1990 cuando un coleccionista de fósiles local, Ben Moula, mostró algunos de los hallazgos a un estudiante de doctorado que entonces trabajaba en la zona.

### Sitio de patrimonio geológico de la UICG
Con respecto a la «excepcional preservación de fósiles que une la Explosión Cámbrica y la Gran Biodiversificación del Ordovícico», la Unión Internacional de Ciencias Geológicas (UICG) incluyó el «Sitio de fósiles de lutitas de Fezouata del Ordovícico en Jbeltizagzaouine» en su conjunto de 100 «sitios de patrimonio geológico» en todo el mundo en una lista publicada en octubre de 2022. La organización define un Sitio de Patrimonio Geológico como «un lugar clave con elementos y/o procesos geológicos de relevancia científica internacional, utilizados como referencia y/o con una contribución sustancial al desarrollo de las ciencias geológicas a través de la historia».

## Paleobiota
En la literatura están descritos los siguientes individuos: 

### Radiodontes
Además de las tres especies nombradas de radiodontos, hay otras tres especies sin nombre en la formación: una tercera especie de Pseudoangustidontus (un aegirocassino) y un hurdiido.
| Radiodontes de la Formación Fezouata | Radiodontes de la Formación Fezouata | Radiodontes de la Formación Fezouata                          | Radiodontes de la Formación Fezouata | Radiodontes de la Formación Fezouata |
| Género                               | Especie                              | Estratigrafía                                                 | Notas | Imágenes                             |
| ------------------------------------ | ------------------------------------ | ------------------------------------------------------------- | --- | ------------------------------------ |
| Aegirocassis                         | A. benmoulae                         | Zona de Araneograptus murrayi, ¿Zona de Baltograptus minutus? | Un radiodonto hurdiido aegirocassino gigante que se alimenta por filtración. El radiodonto más grande conocido y uno de los panartrópodos más grandes conocidos, con 2 m de longitud. |                                      |
| Pseudoangustidontus                  | P. duplospineus                      | Zona de Sagenograptus (Araneograptus) murrayi y Alto Fezouata | Un radiodonto hurdiido aegirocassino que se alimenta por filtración. Considerado enigmático hasta 2023, cuando fue redescrito como radiodonto. Al igual que el Aegirocassis contemporáneo, este género probablemente se alimentaba por filtración, pero podría haber cazado alimentos más grandes. |                                      |
| Pseudoangustidontus                  | P. izdigua                           | Zona murrayi de Sagenograptus (Araneograptus)                 | Un radiodonto hurdiido aegirocassino que se alimenta por filtración. Considerado enigmático hasta 2023, cuando fue redescrito como radiodonto. Al igual que el Aegirocassis contemporáneo, este género probablemente se alimentaba por filtración, pero podría haber cazado alimentos más grandes. |                                      |
| Pseudoangustidontus                  | P. sp.                               | Zona murrayi de Sagenograptus (Araneograptus)                 | Un radiodonto hurdiido aegirocassino que se alimenta por filtración. Considerado enigmático hasta 2023, cuando fue redescrito como radiodonto. Al igual que el Aegirocassis contemporáneo, este género probablemente se alimentaba por filtración, pero podría haber cazado alimentos más grandes. |                                      |

### Trilobites
Los individuos de trilobites más grandes de la Formación Fezouata tienden a habitar aguas profundas y oxigenadas con una influencia mínima de tormentas o depredadores más grandes.

### Otros artrópodos
Muchos artrópodos de la biota de Fezouata permanecen sin nombre ni descripción. Estos incluyen sinzifosurinos, xifosuros (cangrejos herradura), euriptéridos, chasmataspídidos, filocáridos, ostrácodos, un canadaspídido, un leanchoílido, un queloniélido (¿Eoduslia?), un posible retifacído y un percebe lepadomorfo .

### Equinodermos
Muchas especies de equinodermos también permanecen sin nombre ni descripción. Entre ellos se incluyen representantes de chauvelicístidos, otros cornutos, anomalacístidos, mitrocístidos, eocrinoides, renopirgidos y somasteroides . Los fósiles de estiloforos de Fezouata incluyen tejido blando preservado entre los elementos esqueléticos, lo que ayuda a desentrañar detalles controvertidos de su anatomía y ecología.
Hay especies específicas de equinodermos que pueden formar densos yacimientos fósiles en algunas capas de la formación, un fenómeno que es particularmente común en el Tremadociense medio-tardío (zona de graptolitos de Araneograptus murrayi). La mayoría de los yacimientos de equinodermos están dominados por sólo unas pocas especies, a menudo representantes de los estilóforos o del eocrinoideo Rhopalocystis, con pocos fósiles de otros animales. En casi toda la formación, pequeñas especies de Rhopalocystis dominan ecosistemas tipo «pradera» en aguas poco profundas impactadas por tormentas. En las capas más jóvenes de las formaciones, las diploporitas usurpan este nicho. Por el contrario, los estilóforos son colonizadores oportunistas de fondos marinos más profundos con bajo contenido de oxígeno en algunos intervalos de la zona de Araneograptus murrayi. Los equinodermos son poco comunes en profundidades intermedias, que tienen una mayor proporción de fósiles de braquiópodos y trilobites.
Sin embargo, hay bastantes excepciones que contradicen estas reglas generales. Muchos sitios registran diversos ecosistemas de aguas profundas protegidos tanto de las tormentas como de la falta de oxígeno. En estas localidades coexisten numerosas especies de equinodermos y otros invertebrados. Las especies grandes de Rhopalocystis, Macrocystella, Plasiacystis y Balantiocystis son componentes comunes.
Fezouata reconstruye la desigual naturaleza de la transición Cámbrico-Ordovícico de las faunas de equinodermos. Los rasgos cosmopolitas del Cámbrico tardío (como los estilóforos cornutos) mantienen su abundancia en áreas pobres en oxígeno, mientras que los grupos evolutivamente más nuevos (crinoideos, diploporitos, asterozoos) prefieren aguas más oxigenadas. La rareza de las plataformas carbonatadas y los sustratos duros en el área de Gondwana retrasó la diversificación de crinoideos y edrioasteroides en la región. Esto también proporcionó más espacio para el establecimiento de un ecosistema distintivo del Polo Sur dominado por eocrinoides, mitrados, solutanes y, finalmente, diploporitos.

### Conodontos
Los conodontos de la Formación Fezouata son en su mayoría elementos coniformes de especies del Ordovícico temprano. La diversidad general es más bien baja y las especies que eran comunes en los mares templados y tropicales aparentemente están ausentes. La Formación Fezouata parece ser un ejemplo del «dominio subpolar», un conjunto de conodontos costeros de aguas frías nativos de la región del polo sur del Ordovícico temprano. Se conocen faunas de conodontos similares en depósitos del Ordovícico temprano en Europa central, que también estaban ubicados cerca del Polo Sur. El dominio subpolar sobrevivió hasta el Ordovícico medio y se expandió a áreas que hoy se encuentran en Oriente Medio.
Los conodontos de Fezouata son difíciles de correlacionar con los sistemas bioestratigráficos de regiones templadas cercanas, como el Báltico. La mayoría de las especies parecen corresponder al intervalo de tiempo que se extiende desde la subzona Oelandodus elongatus-Acodus deltatus de la zona de Paroistodus proteus (Tremadociense superior) hasta la zona de Prioniodus oepiki (Floiano inferior).

### Graptolitos
Los graptolitos de la Formación Fezouata son importantes para la correlación bioestratigráfica con otras regiones. La mayoría de las especies encontradas en la formación están asignadas a grupos planctónicos (graptoloides), aunque algunos taxones de especies con forma de malla (como Araneograptus y Rhabdinopora) pueden haber sido transiciones entre graptolitos sésiles (dendroides) y graptoloides flotantes. También están presentes formas sésiles, como Didymograptus, Dictyonema, Webbyites y rhabdopléuridos, pero son mucho más raras.
Los fósiles mejor conservados de la Formación Fezouata generalmente provienen de estratos del Tremadociense tardío (zona de Araneograptus murrayi tardío y zona de Hunnegraptus copiosus temprano) y del Floiano medio-tardío (zona de Baltograptus minutus tardío y del intervalo de Azygograptus temprano).

### Esponjas
Muchas esponjas de la biota de Fezouata permanecen sin nombre, incluyendo demosponjas protomonaxónidas (leptomítidos, choiidos, hamptoníidos, pirañíidos), un hazélido, hexactinelidos reticulosanos (astenospongiidos,) y otras formas indeterminadas. Muchas de las esponjas tienen afinidades con taxones cámbricos comunes en las faunas del tipo de lutita de Burgess. Se han registrado al menos 27 especies de esponjas en la biota de las que destaca Pirania auraeum, que tiene una distribución más amplia y menos densa en la formación. Las condiciones periódicas inestables del fondo marino (posiblemente relacionadas con perturbaciones estacionales) habrían favorecido eventos de colonización pobres en especies durante períodos cortos, en lugar de un equilibrio estable y diverso.
Esto es inusual en comparación con otros ecosistemas de esponjas del Ordovícico, como Builth Inlier en Gales. Otra diferencia es que la fauna de esponjas de Fezouata se compone principalmente de protomonaxónidos, con unos pocos reticulosanos que ocupan fondos marinos poco profundos de grano grueso. Por el contrario, en Gales hay una clara sucesión de litistidos diversos y robustos y hexactinélidos de paredes gruesas en arrecifes poco profundos y otras áreas energéticas, con protomonaxónidos en profundidades intermedias y reticulosanos en los ambientes más profundos y tranquilos.

### Otros animales
Muchos animales de la biota de Fezouata permanecen sin nombre ni descripción, incluidos los briozoos, las placas dérmicas de cordados, los gusanos anélidos, los priapúlidos, los problemáticos y al menos cinco nuevas especies de lobópodos, incluida una forma acorazada.

### Otros organismos
Se han registrado quitinozoos, acritarcos y algas en la formación.